# 京都念慈菴

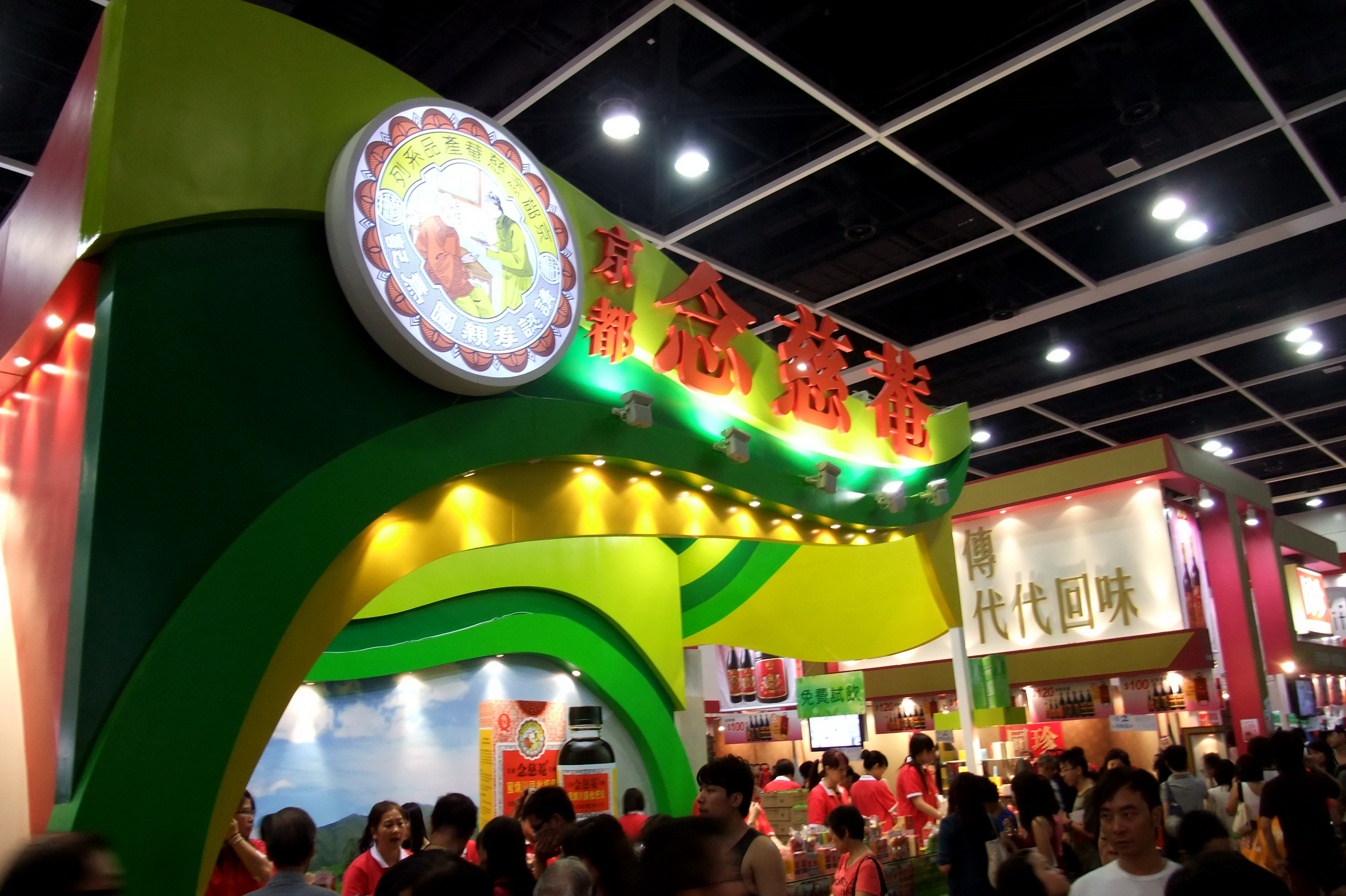
京都念慈菴於第22屆香港美食博覽的展攤

京都念慈菴（英語：King To Nin Jiom），是一家以生產枇杷膏為主的老牌中藥製造商，藥方據說起源自清朝葉天士，1946年發跡於英屬香港。創辦人謝兆邦，以中正藥房有限公司起家，其下主要藥廠公司分為兩家，設於香港的京都念慈菴總廠有限公司，以及設於台灣的京都念慈菴藥廠股份有限公司。宣稱所產製的枇杷膏可改善呼吸系統不適，諸如痰多痰稠、咽喉乾癢、聲音沙啞、傷風咳嗽，並能止咳化痰、潤喉利咽、清熱養陰等等。楊謹和家人們開始以這藥方製藥，並把藥店命名為「念慈菴」，有「紀念慈母」的意思。 後來「念慈菴」移師到北京，改名為「京都念慈菴」，而「京都」所指的正是北京的意思，與日本京都無關。 
京都念慈菴宣稱其天然入藥，除了藥用之外，製造商建議可作為保健的健康食品使用。另外由於其特殊氣味，也有人將它作為甜點或飲品的材料之一。近年廠商有將枇杷膏成份製成潤喉糖產品，但不含川貝成份，被歸類為食品而非藥品。2018年於美國更有人將之加入雞尾酒，一瓶市價為7.8美元的京都念慈菴川貝枇杷膏，在網上炒賣至70美元，一时間成为风潮。另外，日本的歌手和声优、韩国演员、欧美歌手或舞台剧演员，在访谈或者个人社交账户中透露会服用京都念慈菴枇杷膏或其他制品作为保养喉咙的方法。

## 藥方歷史
根据药品单张的文言文记载，京都念慈菴的歷史可追溯到清朝康熙年間，當時有一順天府（今北京市）人楊謹，字慎之，幼年喪父，母陳氏出身名門，勤於家政，教子有方，楊謹品學兼優，鄉試合格成為舉人（雅稱孝廉），出任縣令。楊謹侍母至孝，而母親陳氏年邁多病，久為咳多痰的沉痾所苦，遍求名醫皆長治不癒。楊謹時聞名醫葉天士的事蹟後，千里躬求，親自拜訪並延回府中看診。葉天士斷太夫人為積勞成傷，又復誤於診治，不是平常湯藥所能奏效。葉於是授以秘方，叮囑須依此法煉製成膏，早晚服食，持之有理，楊太夫人自服此藥後病狀轉佳，後常以此膏和水代替茶湯服用，終於根治楊太夫人久咳痰多之宿疾。
後楊母高齡過世，享年八十四歲，彌留時，囑孝廉曰：「余昔病時，痛苦莫名，但求速死，不意獲食此膏，痼疾解除，復我人生樂趣，得享天年，天士之功實同再造，汝宜多製此膏施贈，俾世之同病者，得渡苦海，則恩同報我矣。」囑咐楊謹要廣製此藥，造福世人。於是楊謹以「念慈菴」之名製膏佈施，凡患久咳癆疾、內傷吐血、氣弱痰壅等症者，見症施藥，屢試屢應，於是名傳遐邇，踵門求藥者不可數計。菴名「念慈」，用以示紀念慈親之意，並命名此膏為「川貝枇杷膏」，「念慈菴川貝枇杷膏」的名聲也逐漸名揚四方。及後楊孝廉去世，但求藥者日多，其後人遂設肆於北京，冠之「京都」二字而成為「京都念慈菴川貝枇杷膏」，並隨藥附送原方，以符先人濟世之旨。
此膏一傳近兩百年，民國時，楊家後人楊仲籬、楊萬如兄弟為避日軍侵華，舉家南遷廣州後又轉往香港，並打算移民巴西。二人為免枇杷膏就此絕世有違祖訓，所以將「念慈菴」鋪號與藥方託付給中正藥房老闆謝兆邦。

## 公司歷史
謝兆邦在二十多歲時，與其妻在英屬香港彌敦道開設藥房，因仰慕時任中華民國總統蔣中正，故命名為「中正藥房」。在取得川貝枇杷膏藥方後，其於1946年在香港成立京都念慈菴總廠有限公司（惟公司註冊較晚，系於1962年），並依託以孝親圖與京都念慈菴為商標。除在自家中正藥房販售之外，也在其他藥房託售。隨著生意擴充，將藥房遷至太子大埔道。1961年，註冊成立中正藥房有限公司。
1961年至台灣拓展市場，同年在台北市設立京都念慈菴藥廠股份有限公司。1963年在台灣台北縣設立生產工廠。
1965年在台灣投資大西洋飲料，邀請香港屈臣氏公司入股及協助管理，1966年謝兆邦任董事長。當時屈臣氏公司派遣生產部經理陳然，至台灣協助管理工廠，成為謝兆邦得力助手。1979年因股東意見不合，原始股東決定將大西洋公司股權出售給國泰家族蔡辰男。謝兆邦邀請陳然加入京都念慈菴公司，任總經理，由陳然負責將生產工廠全面自動化，以增加產能。
1984年，將香港生產工廠由深水埗遷至新界荃灣。1985年，由香港將枇杷膏運送至中國深圳藥房寄賣，打入中國市場。
1993年，為避免香港回歸可能造成經營風險，在新加坡設立生產工廠與研發中心，生產科學中藥。
1996年於台灣桃園龜山區啟用國際級之全新廠房。陸續行銷枇杷膏到亞、歐、美、澳等數十國。
1997年推出喉糖。
1999年，謝兆邦因中風，將京都念慈菴藥廠經營交給總經理陳然與其長子謝國昌。
2001年在中國北京市設廠。

## 產品認證
京都念慈菴已取得多項「GMP優良製造規範」和ISO 9000的優質管理認證，以及香港優質產品標誌「Q嘜」、「香港十大名牌」和SuperBrand等認證。

## 廣告及代言人

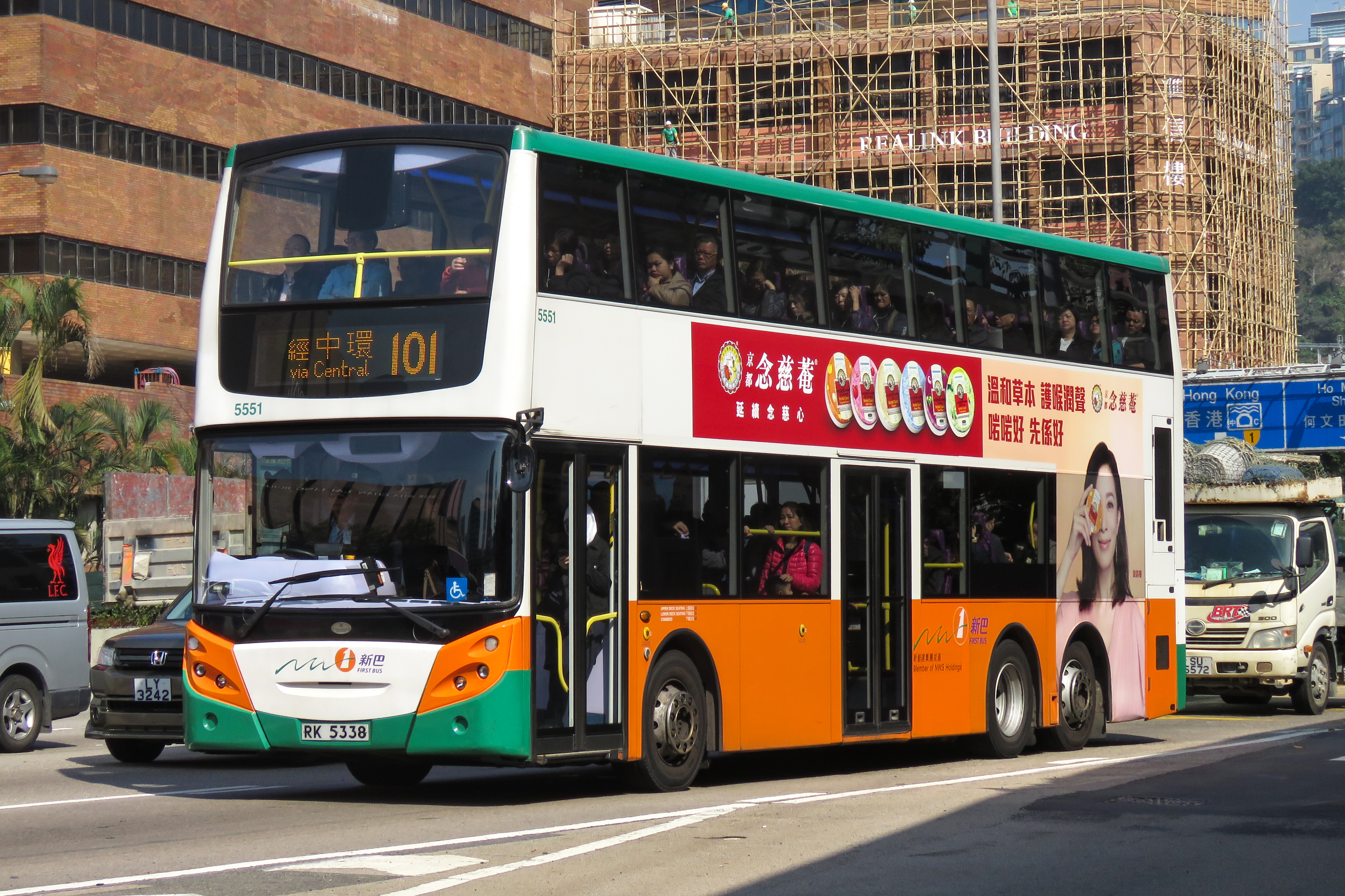
新巴一輛Enviro 500車身上的京都念慈菴草本潤喉糖巴士廣告，由佘詩曼代言

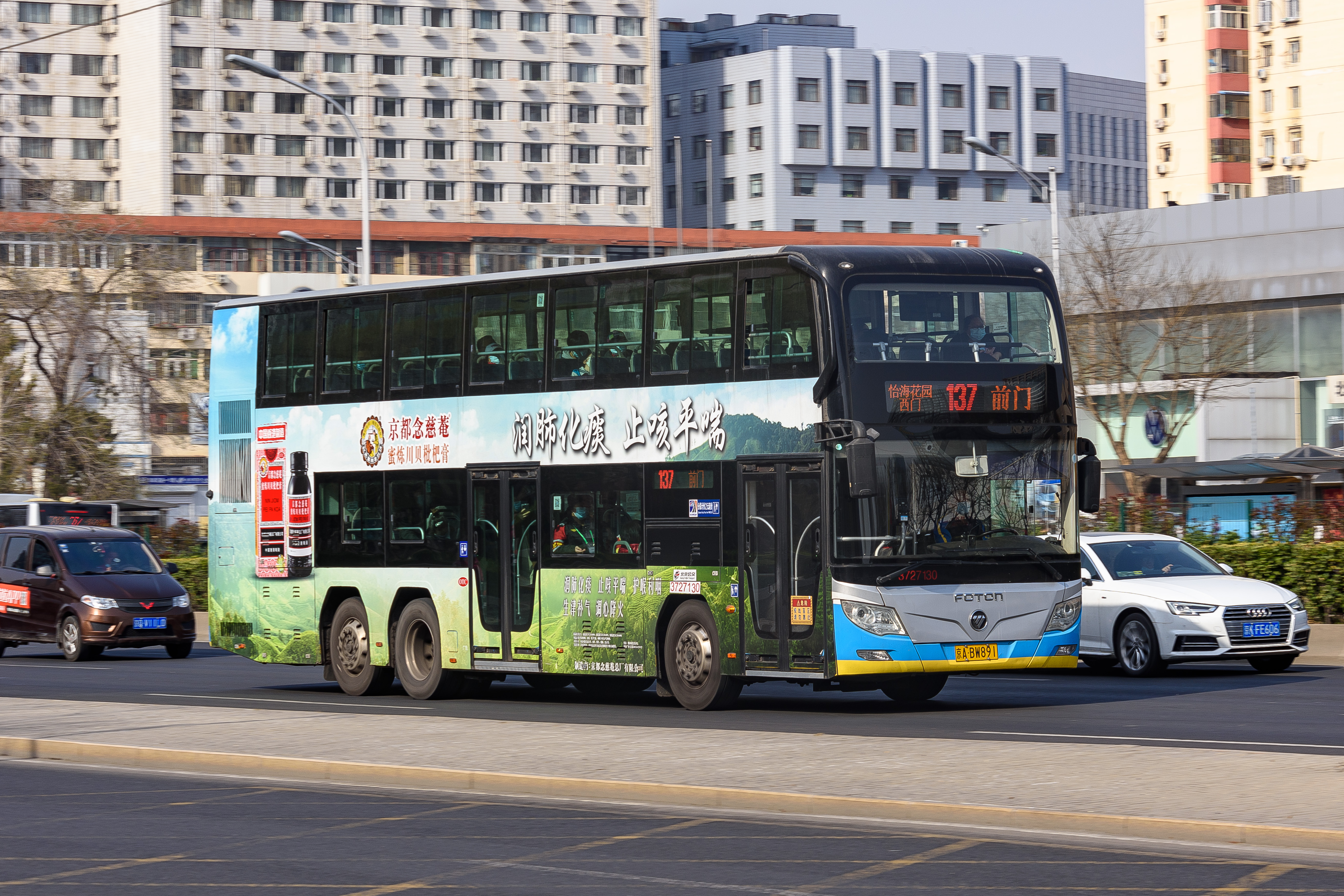
北京公交一輛披有京都念慈菴蜜煉川貝枇杷膏廣告的福田BJ6128EVCA型

早年京都念慈菴曾在香港商業電台整點新聞後播放廣告歌：「京都念慈菴川貝枇杷膏。（係咩好㗎？）不但止咳化痰好，煙酒過多、睡眠不足、喉嚨痛、聲音啞，一樽搞掂曬」，老一輩香港人皆耳熟能詳，該廣告由馮偉棠旁白、馬淑逑主唱，並曾於1970年代推出電視廣告版本。
1983年至2004年分別選用TVB鎮台之寶「Do姐」鄭裕玲及天后楊千嬅為京都念慈菴川貝枇杷膏代言人。
2007年京都念慈菴川貝枇杷膏代言人為薛凱琪。
2016年至2017年選用歌影雙后楊千嬅為京都念慈菴蜜煉川貝枇杷膏代言人及京都念慈菴兒童枇杷蜜代言人。同年，選用陳嘉寶及蝦頭為京都念慈菴草本痘痘清代言人。
2017年選用劉青雲為京都念慈菴積熱清代言人。
2018年選用佘詩曼為京都念慈菴草本潤喉糖代言人。
2019年選用張敬軒為京都念慈菴川貝枇杷膏代言人。同年，選用林明禎為京都念慈菴草本痘痘清代言人。
2021年選用燥邪虎為京都念慈菴川貝枇杷膏吉祥物。
2012年起，品牌亦先後曾與藝人林宥嘉及藝人杨超越合作為中国代言人，並演唱推广曲《跟着我一起》。此外，2017年冠名在腾讯视频播出的《吐槽大会》和《脱口秀大会》，口号分别是“大笑养肺，不笑浪费，宇宙养肺老字号京都念慈庵”和“肺要经常养，大笑不缺氧”。
2023年選用薛之謙為京都念慈菴潤喉糖代言人。
2025年，周深為京都念慈菴普通食品全球代言人。

## 成份

### 膏滋劑
- 複方川貝枇杷膏：川貝、枇杷、沙參、茯苓、陳皮、桔梗、法半夏、瓜蔞仁、款冬花、遠志、乾薑、薄荷腦、蜂蜜、蓮子、苦杏仁油、橙皮油、草莓香料、鳳梨香料、麥芽糖、蔗糖。
- 人參川貝枇杷膏：川貝、枇杷葉、人參、茯苓、陳皮、法半夏、款冬花、乾薑、蜂蜜、杏仁、阿膠、五味子、桑白皮、薏苡仁、紫蘇葉、百合、甘草、大棗。
- 川貝羅漢果枇杷膏：桔梗、遠志、瓜簍仁、法半夏、貝母、枇杷葉、羅漢果、菊花、陳皮、生薑、橘紅、蜂蜜、麥芽糖、薄荷腦。
- 清潤無糖枇杷膏：麥芽糖醇(甜味劑)、植物抽出物(枇杷葉、陳皮、魚腥草、杏仁、甘草、桔梗、金銀花、茯苓、麥冬、百合、乾薑、橄欖葉)、水溶性纖維(難消化性糊精)、異麥芽寡糖、香料
- 蜜煉枇杷膏：枇杷葉、陳皮、百合、杏仁、菊花、甘草、茯苓、麥冬、桔梗、乾薑、蜂蜜、麥芽糖、蔗糖、枇杷膏香料。
- 兒童枇杷膏：枇杷葉、魚腥草、陳皮、茯苓、桔梗、乾薑、麥冬、黨參、遠志、西洋參、百合、杏仁、甘草、綜合維他命、麥芽糖、蔗糖、蜂蜜、香料。
- 蜜煉四物（膏狀）：當歸、川芎、芍藥、熟地、生地、紅棗、桂圓、甘草、黨參、白术、茯苓、麥芽糖、蔗糖、黑糖、蜂蜜。

### 科學中藥
- 川貝止嗽散：桔梗、川石斛、半夏、川貝母、蘇子、茯苓、薄荷、杏仁、桑白皮、橘紅、穀芽、甘草。
- 葛根湯：葛根、麻黃、桂枝、白芍、炙甘草、生薑、大棗。
- 銀翹散：連翹、金銀花、桔梗、薄荷、淡竹葉、甘草、荊芥、淡豆鼓、牛蒡子、蘆根。
- 小柴胡湯：柴胡、黃芩、人參、炙甘草、半夏、生薑、大棗。
- 六味地黃丸：熟地黃、山茱萸、山藥、澤瀉、牡丹皮、茯苓。

### 湯劑、液劑
- 四物湯：熟地黃、白芍、當歸、川芎。
- 四君子湯：人參、茯苓、炙甘草、白朮、生薑、大棗。
- 葡萄糖胺液

## 外部連結
- 京都念慈菴香港 （页面存档备份，存于）
  - 香港京都念慈菴的Facebook專頁
  - Nin Jiom Hong Kong的Instagram帳戶
  - YouTube上的Nin Jiom Hong Kong頻道
- 京都念慈菴中国大陆 （页面存档备份，存于）
  - 京都念慈菴的新浪微博
- 京都念慈菴台湾 （页面存档备份，存于）
  - 京都念慈菴的Facebook專頁
  - 京都念慈菴Taiwan official的Instagram帳戶